# Liškova vila
Liškova vila je třetí a nejmladší stavbou navrženou architektem Zdeňkem Plesníkem. Tato elegantní prvorepubliková vila byla postavena ve druhé polovině 20. století. Vila vzhledem rozvíjí architekturu Baťova Zlína. Její vzhled se skládá převážně z předválečného funkcionalismu a poválečného dekorativního klasicismu. 
Precizní dispozice vily, jejímž cílem bylo vytvořit souvislý obytný prostor, který by se prolínal s krajinou, byla dokončena v roce 1959. Dříve odlišné funkce předválečné vily, které se opíraly o zaměstnance, jsou zde integrovány do jednoho celku. Rozvržení vybavení domu se vyznačuje bezchybným zvládnutím funkčních vazeb, minimalizací vzdáleností a úsporným členěním pomocí vestavěného nábytku, podobně jako se obytné prostory vyznačují soustředěním na velkorysost a přehlednost.

## Historie
Zdeněk Liška se do Zlína nastěhoval v roce 1946 a seznámil se se zlínským architektem Zdeňkem Plesníkem, který mimo jiné postavil podobné vily pro Jiřího Hanzelku a Miroslava Zikmunda. V roce 1959 do skupiny tří typických staveb přidal i vilu pro Lišku.
Po rozvodu Lišky s manželkou a jeho následném odstěhováním do Prahy, koupil dům v roce 1975 Československý státní film. Sídlo bylo upraveno na studio kresleného filmu. Od konce osmdesátých let 20. století byl rozdělen na několik bytových jednotek a postupně se vrátil k funkci rezidence. Vila si do té doby zachovala téměř zcela původní vybavení. V roce 1994 získal stavbu soukromý majitel, ale dům stál prázdný a pomalu chátral. Původní nábytek byl postupně odvezen a vila zcela zchátrala. V roce 2005 zakoupili objekt noví majitelé, kteří k domu přistavěli krytý bazén. Vilu navíc zrekonstruovali do původního stavu.

#### Historie vily ve vztahu ke Zlínských filmových ateliérům.
Od roku 1936 sídlí na Kudlově studio Zlínských filmových ateliérů. Poprvé vznikly se záměrem natáčet reklamy pro firmu Baťa, jejíž tehdejší šéf Jan Antonín Baťa dal příkaz k výstavbě prvního studia. To se na pozemku nachází dodnes.V těchto studiích vznikla slavná a známá díla Karla Zemana a Hermíny Trlové.
Klos a Hackenschmied, dva ze tří zakládajících členů ateliérů, získali Oscara. Třetí z nich (Kolda) byl vybrán do čela filmového oddělení OSN v New Yorku.
Na Kudlově sídlí také nejstarší a největší filmový festival svého druhu na světě, Zlínský filmový festival.
Filmové ateliéry mají tedy hlubokou historii jejíž součástí je nyní i vila které leží pouhých pár set metrů od ateliérů. Ale to není náhodou, jakožto jedna mnoha budov ve Zlíně se opět odráží od baťovského ideálu a je postavena v přímé blízkosti místa zaměstnání jejího tehdejšího zadavatele.

## Popis vily
Vila se nachází v oblasti kdysi známé jako Chrástě, dnes na okraji Kudlova. Na rozměrném pozemku v blízkosti lesa je do mírného svahu postaven dům s plochou střechou a mírně zapuštěným suterénem. Severní a východní fasáda je obložena tradiční baťovskou cihlovou dýhou s cihelným obkladem. Doplňují je pásová okna s ornamentálním ostěním. Hlavní fasáda domu se vyznačuje arkýřem s pásovými okny a otevírá se na jih do zahradní části. Arkýř podpírají čtyři bílé železobetonové sloupy, které zasahují do interiéru budovy.
Jižní průčelí domu je prodlouženo na západní stranu a nárožní prostor je doplněn kamennou pergolou. Zde se opakuje téma sloupů, ale místo hladkých ploch je charakteristický kamenný obklad, který je patrný i na schodišti, jež spojuje různé výšky domu. Jemná římsa, která obepíná celou stavbu, sjednocuje plochou střechu domu s pergolou. Dům a zahrada, jejíž součástí je i bazén, jsou zde nejvíce integrovány. Podobně jako u dřívějších vil je nedílnou součástí architektonického záměru bujně upravená zahrada, která má být neustále se rozvíjející a měnící se během ročních období na svém otevřeném prostranství.

### Tři sesterské vily
Zikmundova, Hanzelkova a Liškova vila se všechny vyznačují pečlivými návrhy, v nichž se architekt snažil vytvořit souvislý obytný prostor, který by splýval s krajinou. 
Předválečné vily byly často rozděleny na obytnou a obslužnou část. V tomto případě se tyto dvě složky prolínají v jednu. Obytné místnosti kladou důraz na velkorysost a přehlednost, vhodně řeší funkční vazby, minimalizují vzdálenosti a efektivně organizují prostor pomocí vestavěného nábytku.

### Použité materiály
Mezi hlavní použité materiály vily patří převážně kámen beton a cihla. Beton a kámen byly zvoleny pro jejich estetickou kvalitu a strukturální hodnotu, kterou přinášely budově. Tím je odlišná například od Zikmundovy vily, kde je převažujícím materiálem beton. Je zde použita i cihla ve velkém množství.
Cihla a cihlový obklad byl v zvolen jelikož je v této době stále typickou charakteristikou zlínské a baťovské architektury. Ať už to jako součást budov ikonických Baťovských domků nebo Baťovských závodů, které byly po znárodnění přejmenovány na Areál Svit. 
Ale tento typická cihlový obklad se objevuje po celém světě, v místech kde rodina Baťů rozvíjela svůj podnik. jako na příklad město na Slovensku Svit, Batadorp v Nizozemsku,  Bata Park ve Švýcarsku a také v novém světě jako například  Batawa (Ontario) v Kanadě a Batatuba (São Paulo) v Brazílii a mnoho dalších. Stalo se z něj takové poznávací znamení tohoto rodinného podniku, který nevymizel ani po nástupu komunismu v Československu po revoluci v roce 1948.

### Popis stavu vily před rekonstrukcí v roce 2003
“Prvním vstupem na pozemek byla brána s elektrickým zvonkem, poštovní schránka s číslem 308 a nespolehlivý interkom. V zadní části vily se nacházel vchod a vjezd do garáže, k nimž se dalo dojít po zarostlém chodníku. V této části zadní části domu se nacházelo několik místností neurčitého účelu. Všechny byly napěchované různým harampádím. Do hlavní stometrové haly vily se pak šlo po schodech. V místnosti byly rozbité dlaždice, opadaná omítka a několik rozlámaných stěn. Přístup na úchvatnou terasu s bazénem a cihlovým zahradním krbem byl zajištěn dlouhými vylomenými dveřmi.” 

### Přístavby k originální vile
Také k vile na jejím pozemku byla novými majiteli po její rekonstrukci přistavěna nová budova domu pro hosty. Tato budova cituje svého předchůdce kamerou omítkou a pásovými okny. Stavba byla postavena společností Urbanist, ti o projektu na své webové stránce píší následující „Nesnadné zadání umístit dům pro hosty k památkově chráněné vile se podařilo naplnit zakomponováním domu do terasovité zahrady. Výrazově je součástí jedné z kamenných opěrných zdí modelující svažitý terén, který necháváme plynout až na střechu domu. Tak jsme docílili co největší integraci domu v zahradě tak, aby ponechal dominanci vile.“ Web společnosti Urbanist,

## Geografická poloha vily v rámci Zlína
Vila se nachází na adrese Filmová 308, Zlín v části Zlín 1 Kudlov. Nedaleko odtud je areál někdejších zlínských Filmových ateliérů také známých jako Ateliéry Bonton Zlín. Lokace vily byla zvolena úmyslně, neboť Liška v ateliérech pracoval a zvykem ateliérů bylo mít bydliště v jejich blízkosti. 
Poloha domu disponuje dobrým napojením na město samotné. A vyhýbá se městskému ruchu díky své pozici na vrchu Kudlovského kopce, který je obklopen lesy ze všech stran. Nad vilou se rozléhá veřejné fotbalové hřiště na které vede přímý vstup z vily, z něj je poté nabízený panoramatický pohled na celé město pod kopcem, především na jeho hlavní a největší sídliště s názvem Jižní Svahy.
K domu vede asfaltová cesta, která byla postavena v padesátých letech 20. století zároveň s výstavbou vily. Vede k ní také linka městské hromadné dopravy DSZO, konkrétně autobusová linka s číslem 32 končících 300 metrů od vily na zastávce Ateliéry Točna.